# 宁泽涛
宁泽涛（1993年3月6日—），河南郑州人，中华人民共和国男子游泳运动员，曾隶属于中国人民解放军海军游泳队，海军中尉军衔。主攻短距离自由泳项目，因在2014年仁川亚运会连续夺得50米自由泳、100米自由泳、4×100自由泳接力、4×100混合泳接力四项金牌而一夜成名，并在4×100混合泳接力最后一棒自由泳中游出了46秒91的单棒成绩。在2015年世界游泳锦标赛上，宁泽涛以47.84秒获得100米自由泳金牌。宁泽涛毕业于郑州大学体育学院运动训练专业2010级。2017年2月，国家体育总局游泳运动管理中心确认，宁泽涛已经调整回海军队进行训练，现已不属于中国国家游泳队队员。宁泽涛已于2017年4月底5月初完成转业手续，正式从海军体工队调至河南队，直至2019年3月6日宣布退役。

## 家庭背景
宁泽涛出生于军人家庭，他的父母、爷爷、外公都是军人。

## 个人经历

### 早期生涯
幼时在河南省体育场学习游泳，被省业余体校教练郭红岩发掘，从而走上游泳之路，2004年进入河南省体工二大队，2007年进入中国人民解放军海军游泳队。2011年4月，18岁的宁泽涛经历了游泳生涯一次严重的挫折。他因为药检瘦肉精克伦特罗（clenbuterol）阳性，被禁赛一年。他的上诉也被驳回。

### 崭露头角
2013年4月5日，河南郑州游泳冠军赛男子100米自由泳决赛中，以48秒60打破全国纪录，之后的50米自由泳决赛中以22秒41的成绩夺冠。在2013年全国运动会上，宁泽涛100米自由泳决赛中以48秒27的成绩夺冠，打破了亚洲纪录。50米自由泳预赛中以21秒91的成绩刷新亚洲纪录，并在决赛中以21秒95获得冠军。2013年10月天津第六届东亚运动会游泳比赛中，他再次夺得50米、100米两项自由泳比赛冠军。

### 亚运成名
2014年9月23日50米自由泳决赛以21秒95的成绩为中国游泳队夺下了仁川亚运男子项目的首枚金牌。24日男子4×100米自由泳接力决赛中，与余贺新、林永庆、孙杨组合，担任最后一棒，以3分13秒47的成绩夺冠并并打破亚洲纪录。
9月25日100米自由泳决赛以47秒70的成绩夺冠，同时打破了亚洲纪录和亚运会纪录。26日男子4×100米混合泳接力决赛中与徐嘉余、李响、李朱濠组合，在前两棒落后1秒54的局面下，中国队奋起直追，最后100米自由泳宁泽涛游出46秒91平世界纪录的成绩一举逆转日本队，以3分31秒37获得金牌，这个成绩超过了2013年世锦赛法国队的夺冠成绩，这也是24年来中国游泳在这个项目上再次战胜日本队。

### 巅峰生涯
2014年10月17日全国游泳锦标赛男子100米自由泳决赛中，以47秒65的成绩夺冠，再次打破亚洲纪录。12月6日在卡塔尔多哈进行的短池游泳世锦赛男子100米自由泳预赛中，以46秒76打破亚洲纪录。2015年8月6日，在俄罗斯喀山举行的第16届世界游泳锦标赛男子100米自由泳决赛中，首次参加游泳世锦赛的宁泽涛以47秒84的成绩夺冠，创造了新的历史。成为亚洲首位百米自由泳世界冠军。

### 遗憾里约
2016年8月9日，在里约奥运会男子100米自由泳半决赛中，宁泽涛以48秒37成绩获小组第6位，总成绩排第12名无缘决赛；8月11日，宁泽涛在奥运会50米自由泳预赛中，以22秒38的成绩获小组第5名，预赛第30位，无缘半决赛。8月13日，在4×100米混合泳接力决赛中，徐嘉余、李响、李朱濠、宁泽涛组成的中国队获第4名，然而最终却因犯规被取消成绩，李朱濠在赛后接受采访时称他抢先入了水。

### 遭受处罚
早在2016年4月，宁泽涛因高烧中途退出了全国游泳冠军赛。在距里约奥运开幕仅剩一个月时，有微信公众平台发表文章爆料称，宁泽涛因违规接拍广告及拒绝接力等原因，遭到国家体育总局游泳运动管理中心的处罚，并可能因此无缘里约奥运。而在2016年7月中旬，宁泽涛出席了里约奥运中国代表团的成立大会，暂时平息了风波。奥运会结束后，这场全国赛背后的种种才渐渐公开化。2016年9月初在黄山举行的全国锦标赛和该月底北京站的游泳世界杯，宁泽涛均未参加。
2016年10月，中国中央电视台体育频道播出了宁泽涛的专题纪录片。片中称，宁泽涛在奥运前遭遇诸多不公正待遇，包括饭卡被消磁、被勒令从宿舍搬出等。宁泽涛在纪录片中表态：“此处不留爷，自有留爷处”。
2017年2月，网络上传出了国家体育总局游泳运动管理中心印发的《关于宁泽涛返回海军队训练的函》，称“宁泽涛自今年以来，未经批准私自代言广告，不服从国家队竞赛安排，拒绝参加接力项目资格赛等，严重违反了国家体育总局和中国游泳协会相关管理规定。经研究，决定从即日起，调整宁泽涛回海军队训练”。公函的落款时间为2016年10月18日。随后游泳中心工作人员确认，这封公函的内容属实，宁泽涛现在已不属于国家游泳队队员。在2016年10月，国家游泳队队委会研究决定，正式调整宁泽涛回八一海军队训练管理。

### 职业末期
2017年4月底5月初，宁泽涛完成全部转业手续，正式从海军体工队调至河南队。他将代表河南参加在赣州举行的2017年全国夏季游泳锦标赛暨全运会预选赛。9月4日，宁泽涛在2017年全国运动会100米自由泳决赛中以47秒92的成绩卫冕全运会冠军，这是自2015年喀山世锦赛后，他在100米自由泳项目上的最好成绩。9月6日，又以22秒04的成绩在全运会50米自由泳上卫冕成功。

### 宣告退役
2019年3月6日是宁泽涛26岁生日，当天他在微博正式宣布退役，“告别泳池碧水，开启自己的崭新生活”。

## 比赛成绩
| 年份   | 比赛                 | 地点       | 竞赛项目  | 泳姿           | 名次   |
| ------ | -------------------- | ---------- | --------- | -------------- | ------ |
| 2013年 | 东亚运动会           | 中国天津   | 100米     | 个人自由泳     | 第一名 |
| 2013年 | 东亚运动会           | 中国天津   | 50米      | 个人自由泳     | 第一名 |
| 2013年 | 东亚运动会           | 中国天津   | 4 x 100米 | 自由泳接力     | 第二名 |
| 2013年 | 世界杯短池游泳系列赛 | 中国北京   | 4 x 50米  | 男女混合泳接力 | 第一名 |
| 2014年 | 国际军体游泳锦标赛   | 瑞士洛迦诺 | 50米      | 个人自由泳     | 第一名 |
| 2014年 | 国际军体游泳锦标赛   | 瑞士洛迦诺 | 100米     | 个人自由泳     | 第一名 |
| 2014年 | 亚洲运动会           | 韩国仁川   | 50米      | 个人自由泳     | 第一名 |
| 2014年 | 亚洲运动会           | 韩国仁川   | 4 x 100米 | 自由泳接力     | 第一名 |
| 2014年 | 亚洲运动会           | 韩国仁川   | 100米     | 个人自由泳     | 第一名 |
| 2014年 | 亚洲运动会           | 韩国仁川   | 4 x 100米 | 混合泳接力     | 第一名 |
| 2014年 | 世界杯短池游泳系列赛 | 中国北京   | 4 x 50米  | 男女混合泳接力 | 第一名 |
| 2014年 | 世界杯短池游泳系列赛 | 中国北京   | 50米      | 个人自由泳     | 第一名 |
| 2014年 | 世界杯短池游泳系列赛 | 中国北京   | 4 x 50米  | 男女自由泳接力 | 第一名 |
| 2015年 | 世界游泳锦标赛       | 俄罗斯喀山 | 100米     | 个人自由泳     | 第一名 |
| 2015年 | 世界军人运动会       | 韩国闻庆   | 50米      | 个人自由泳     | 第一名 |
| 2016年 | 夏季奥林匹克运动会   | 巴西里约   | 100米     | 个人自由泳     | 半决赛 |
| 2016年 | 夏季奥林匹克运动会   | 巴西里约   | 50米      | 个人自由泳     | 预赛   |

## 慈善活动
2017年3月25日，宁泽涛以个人名义捐赠30台儿童先天心脏病手术，以帮助救治儿童心脏病患者，价值過百万元。并担任NUSKIN如新中华儿童心脏病基金青春公益大使。
2021年7月23日，宁泽涛以个人名义捐赠20万元人民币，以援助河南洪灾群众。